# Cripta di Santa Maria della Palomba
La cripta, comunemente detta Palomba, si trova nei pressi del Santuario di Santa Maria della Palomba a Matera.

## Descrizione
L'ambiente è costituito da una semplice navata rettangolare coperta da una volta a schiena d'asino. Gli ambienti sovrastanti, oggi quasi totalmente crollati, portano la data del 1645.
Sulla parete di roccia contro cui è accostato l'altare si trovano affreschi di notevole importanza, scoperti nel 1965 durante una ricognizione effettuata dal gruppo di studiosi appartenenti al circolo La Scaletta. 
Negli affreschi presenti si può riconoscere una Madonna vestita di un mantello rosso, un San Nicola dal volto color ocra e un Bambino benedicente.
Altri affreschi sono collocati su una parete concava di roccia, probabilmente l'originale abside della cripta.